# Hökmossens naturreservat
Hökmossens naturreservat är ett naturreservat i Norrtälje kommun i Stockholms län.
Området är naturskyddat sedan 2019 och är 24 hektar stort. Naturreservatet ligger sydväst om Lohärads kyrka och består av skog av gran och asp samt tallbevuxna hällmarker. Spridda i reservatet finns stora, grova ekar.